# Föreningen kvinnor i statens tjänst
Föreningen kvinnor i statens tjänst (FKST) var en svensk fackförening, verksam mellan 1907 och 1953.
Den var avsedd för kvinnor anställda som biträden inom statens verk och myndigheter, såsom telefonister och maskinskrivare med rutinbetonade arbetsuppgifter och låga kompetenskrav. Viktiga frågor var utöver lönen rätt till fast anställning och rätten för gifta kvinnor att inneha en ordinarie statlig tjänst. Den upplöstes 1953 och medlemmarna uppmanades att gå med i Civila statsförvaltningens tjänstemannaförbund, CST, en förening inom TCO.